# 에리크 뷜렌
브로르 에리크 뷜렌(스웨덴어: Bror Erik Byléhn, 1898년 1월 15일 ~ 1986년 11월 14일)은 스웨덴 출신의 중거리 육상 선수로 1924년과 1928년 하계 올림픽에 출전했다. 1924년에 그는 남자 1600m 릴레이에서 은메달을 획득했지만 개인 남자 400m와 남자 800m 경주 결승에 진출하지 못했다. 4년 후 그는 남자 800m에서 은메달을 획득했고, 그의 남자 400m 팀은 4위를 차지했다.
바일렌은 칼스타드에서 수의사로 일한 후 나중에 미국으로 이주했다.